# Lassy (Valle del Oise)
 Lassy  es una población y comuna francesa, en la región de Isla de Francia, departamento de Valle del Oise, en el distrito de Sarcelles y cantón de Luzarches.

## Demografía
| 184 | 182 | 199 | 173 | 172 | 181 | 198 | 200 | 209 | 214 | 190 | 184 | 171 | 168 | 155 | 156 | 153 | 152 | 159 | 161 | 129 | 147 | 146 | 141 | 142 | 106 | 125 | 108 | 108 | 132 | 170 | 180 |
| Para los censos de 1962 a 1999 la población legal corresponde a la población sin duplicidades (Fuente: INSEE [Consultar]) |     |     |     |     |     |     |     |     |     |     |     |     |     |     |     |     |     |     |     |     |     |     |     |     |     |     |     |     |     |     |     |